# Zylinderampullenspritze

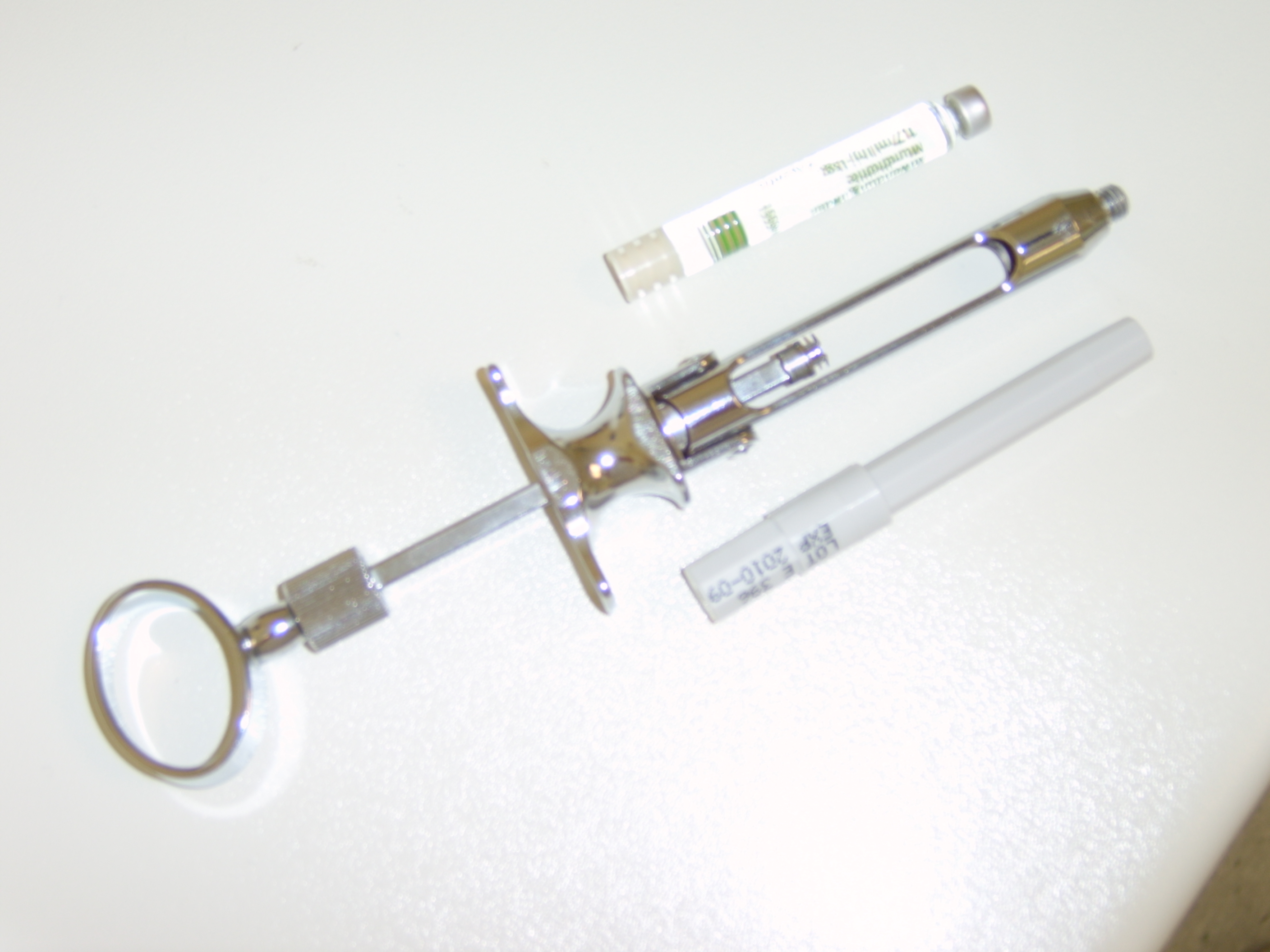
Karpulenspritze, Zylinderampulle und noch steril verpackte Karpulenkanüle

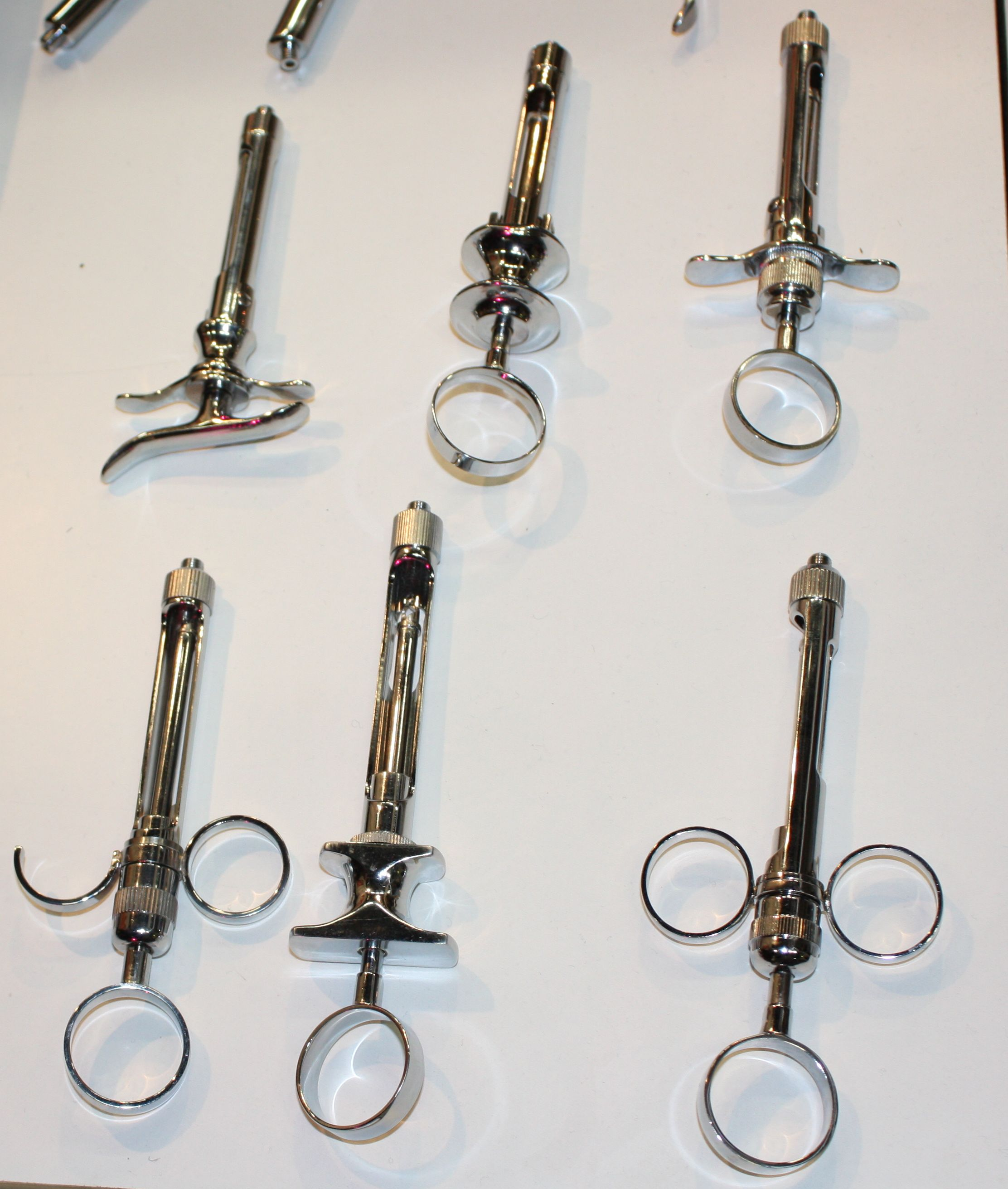
Karpulenspritzen mit allen Varianten der verschiedenen Griffe

Eine Zylinderampullenspritze (Herstellerbezeichnung Fa. Bayer: Karpulenspritze) ist eine besondere Bauart einer Spritze. Sie wird besonders in der Zahnmedizin verwendet, meist zur örtlichen Betäubung z. B. vor einer Zahnextraktion.

## Aufbau
Die Karpulenspritze wird nicht wie eine gewöhnlich Spritze „aufgezogen“, sondern durch Einschieben einer Zylinderampulle bestückt. Diese Zylinderampulle ist ein Glaszylinder, der bereits beim Pharmahersteller steril mit dem Medikament abgefüllt ist. Die Zylinderampulle ist am vorderen Ende mit einer Durchstichmembran (Gummi oder Kunststoff) verschlossen, die zur Injektion nach Art eines Injektionsfläschchens von einer Injektionsnadel durchstochen wird. Das hintere Ende der Zylinderampulle ist durch einen dicken Gummistopfen verschlossen, der sich durch den Druck des Stempels der Karpulenspritze wie ein Kolben in den Zylinder einpressen lässt.
Das System der Karpulenspritze ist stark mit dem eines Insulinpens vergleichbar, da er auch oft mit Einmalampullen beladen und per Einmalnadel injiziert wird. Der einzige Unterschied ist die Dosiswahl.
Für die Karpulenspritze werden besondere Kanülen (Karpulenkanülen) benötigt. Sie ähneln auf der langen Seite einer ganz normalen Kanüle (angeschliffenes Hohlrohr), mit der das Lokalanästhetikum gespritzt wird, und haben am anderen Ende ein weiteres kurzes angeschliffenes Hohlrohr, mit dem die Durchstichmembran der Zylinderampulle durchstochen wird. Die Karpulenkanülen werden auf die Karpulenspritzen aufgeschraubt.

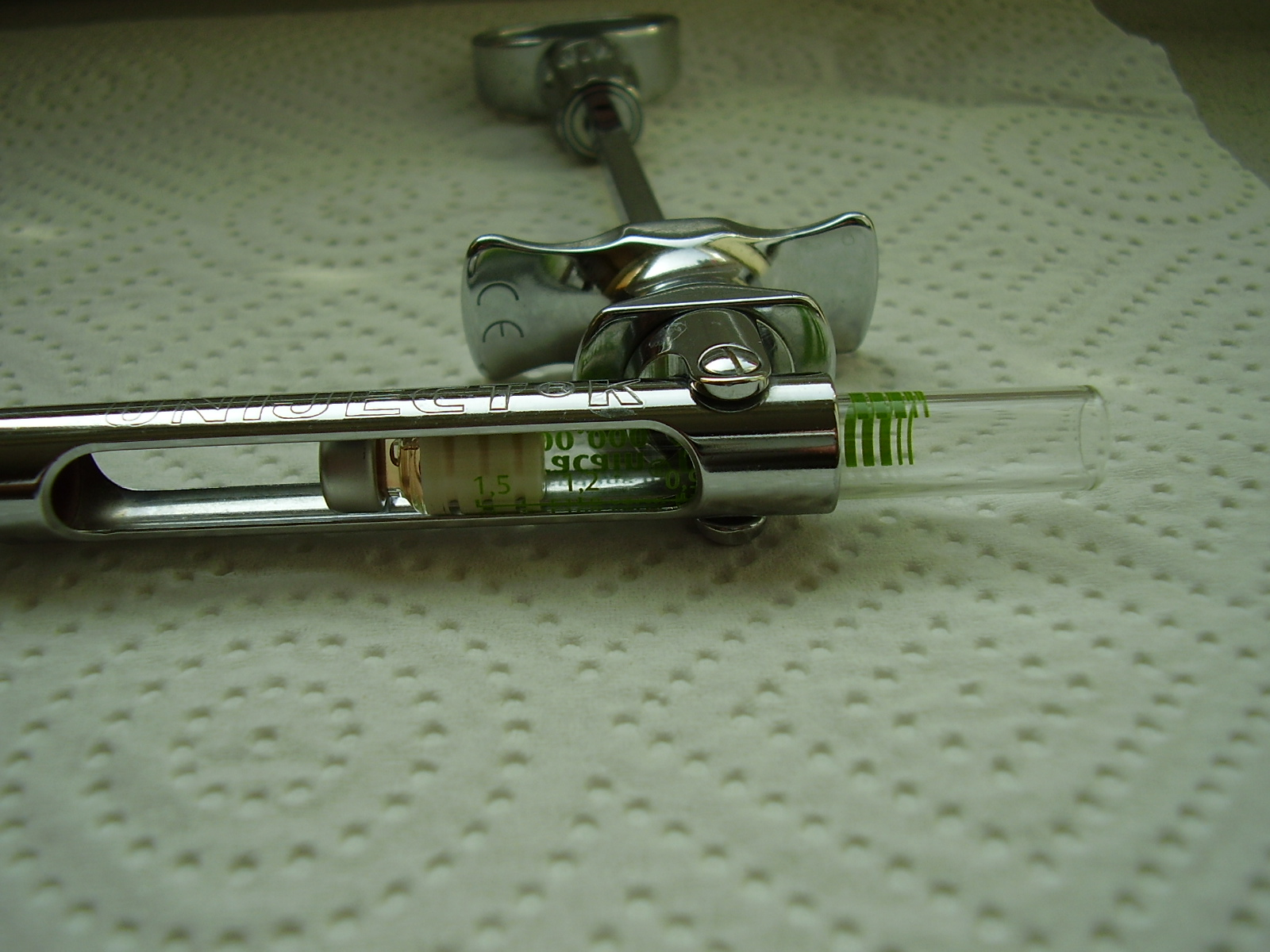
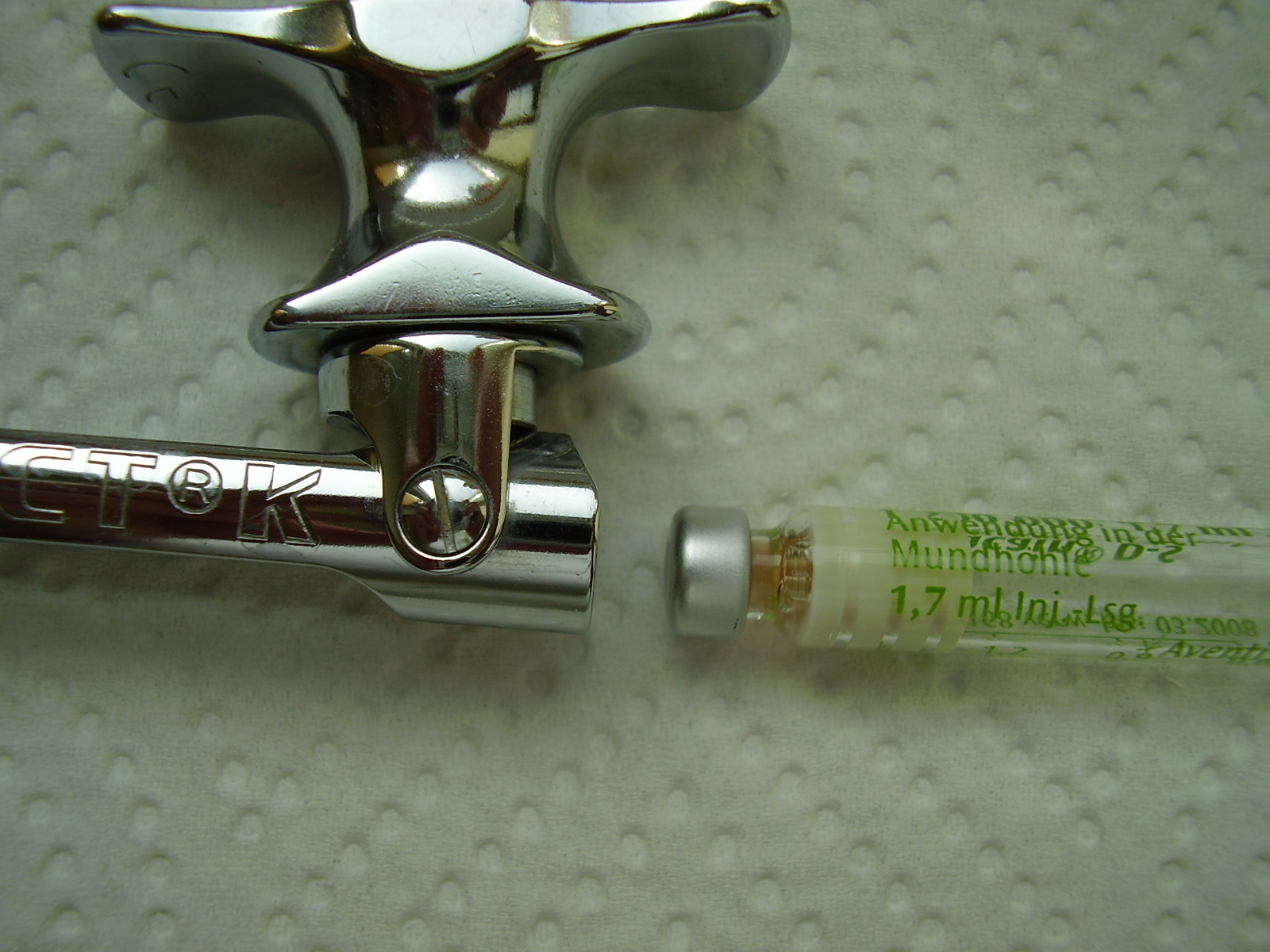
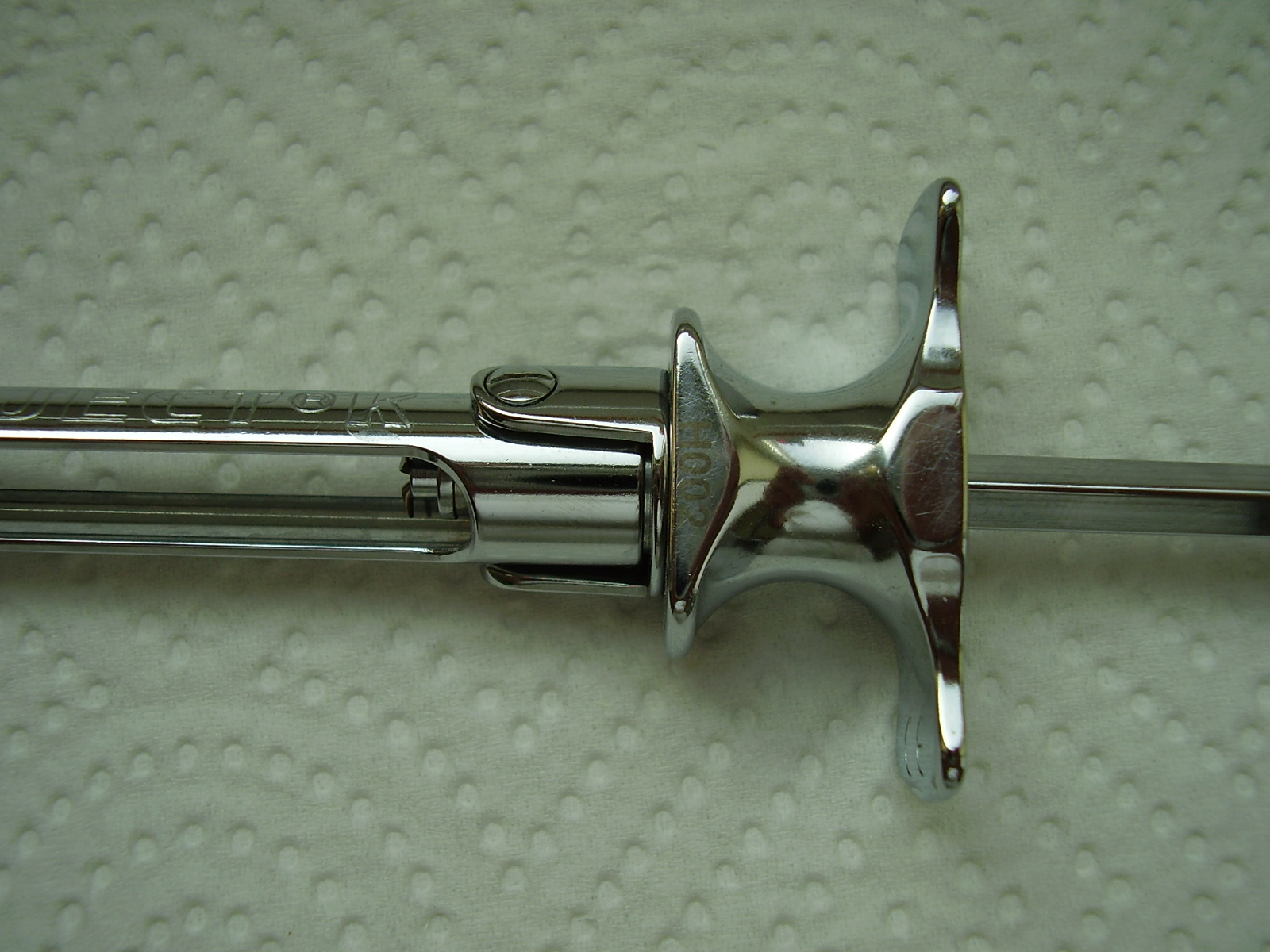
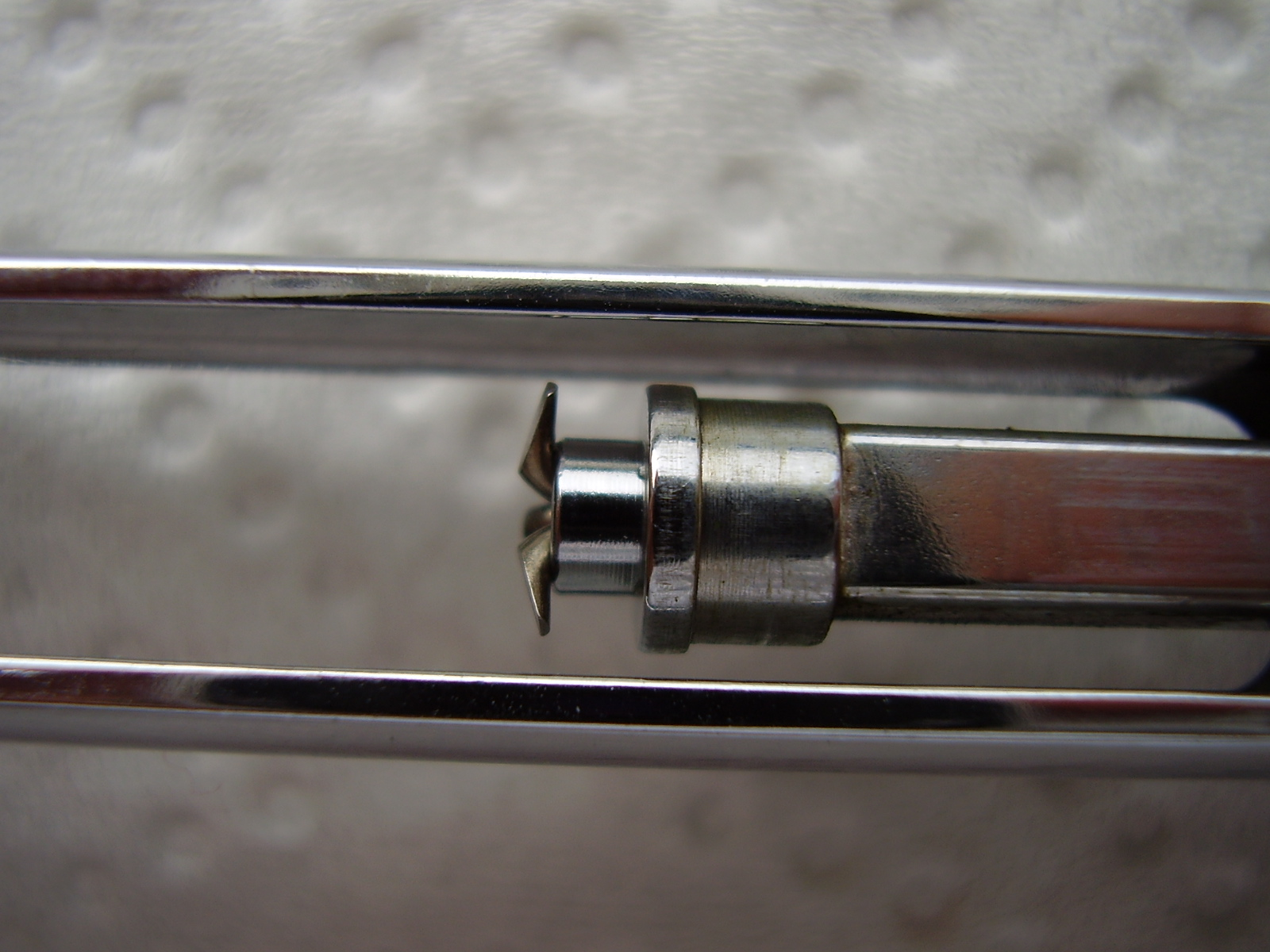
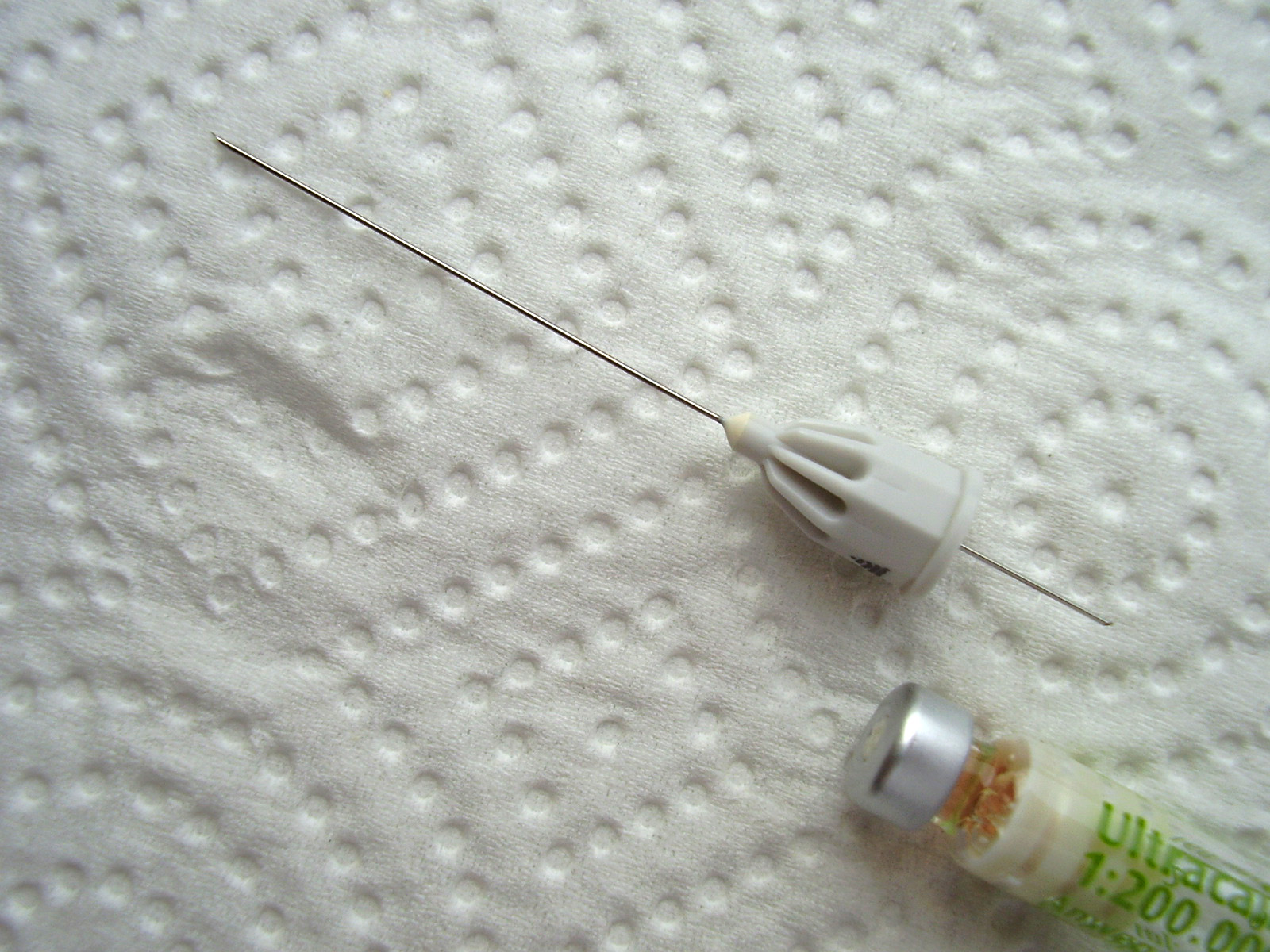
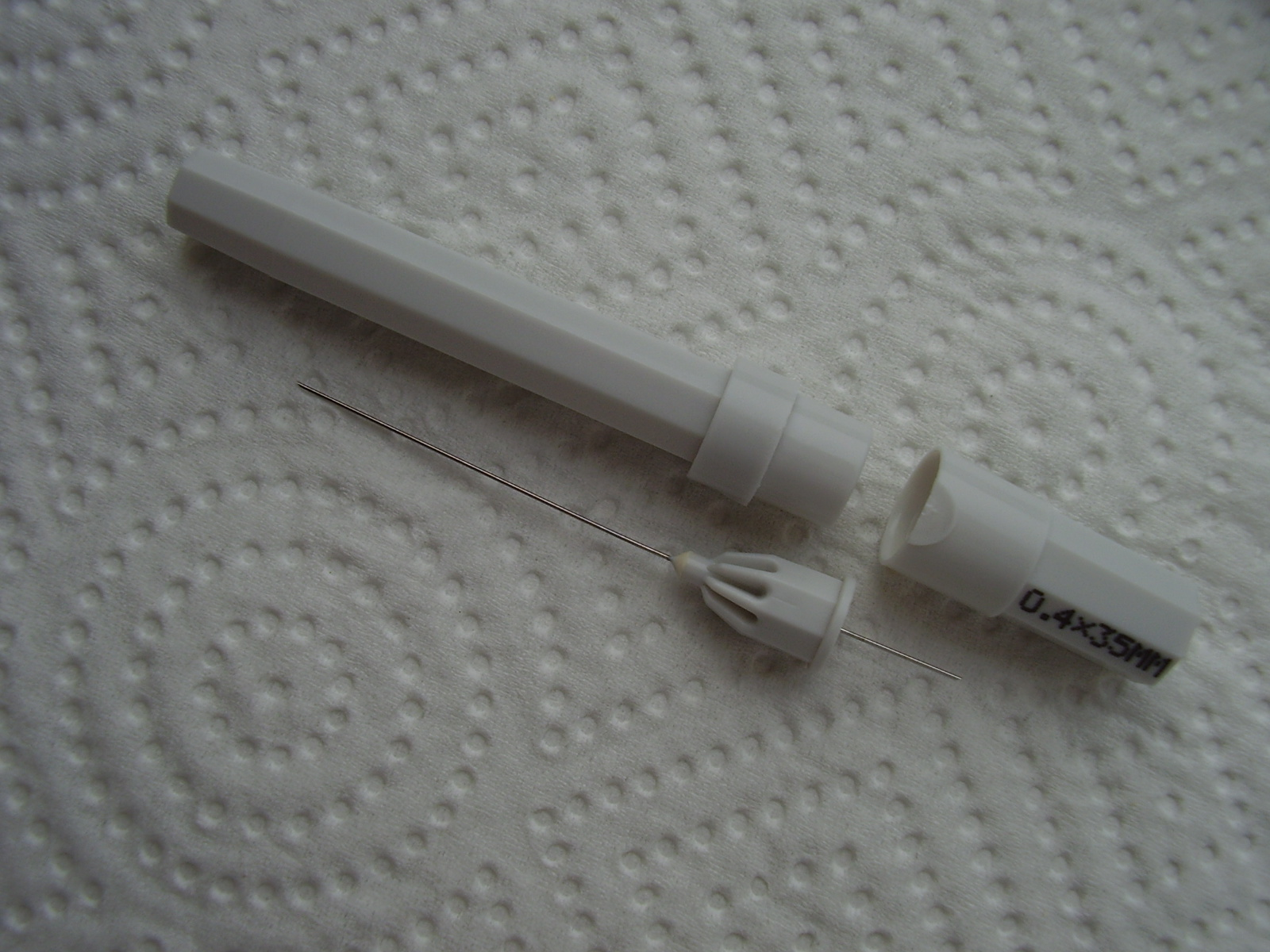
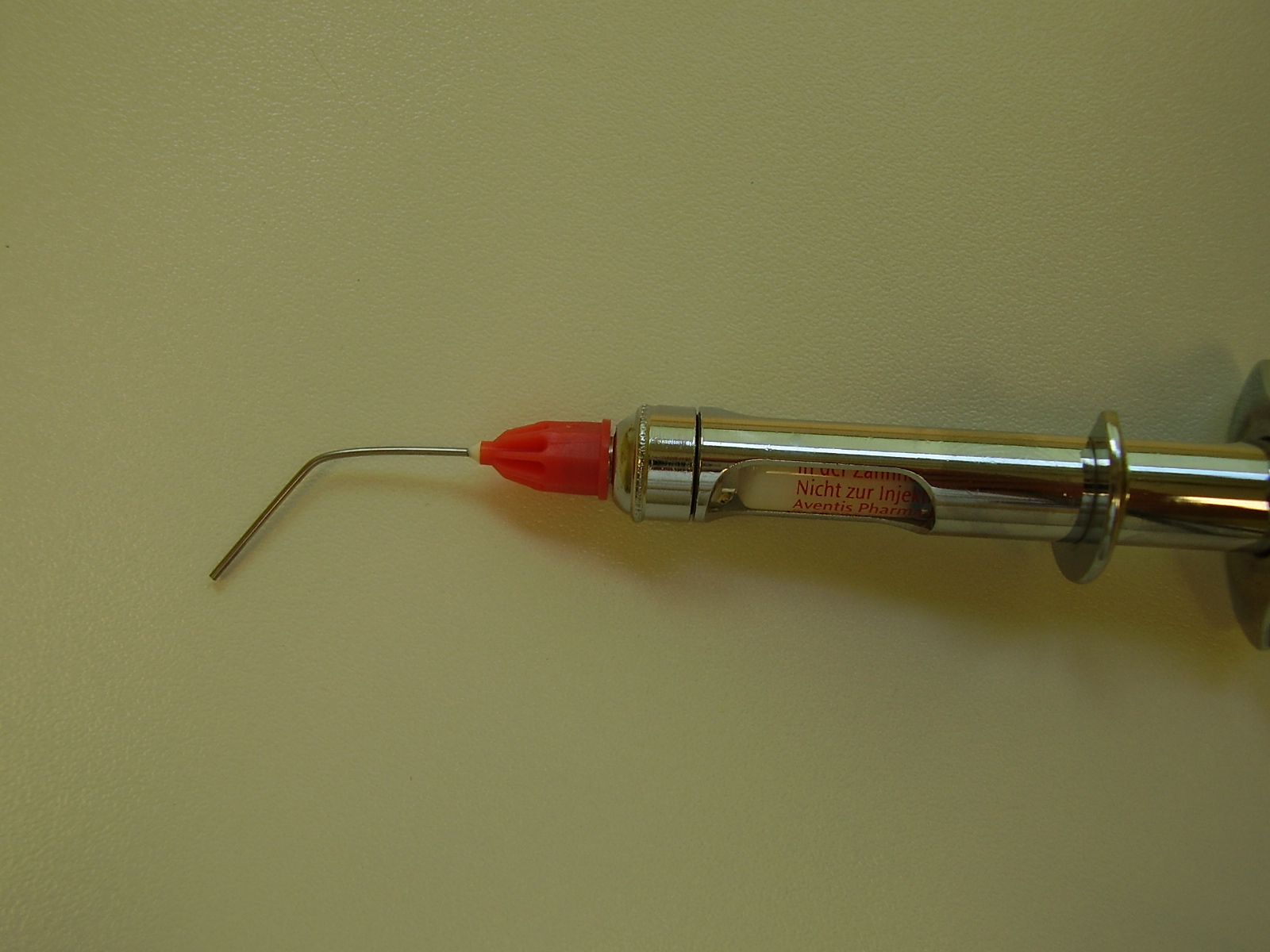
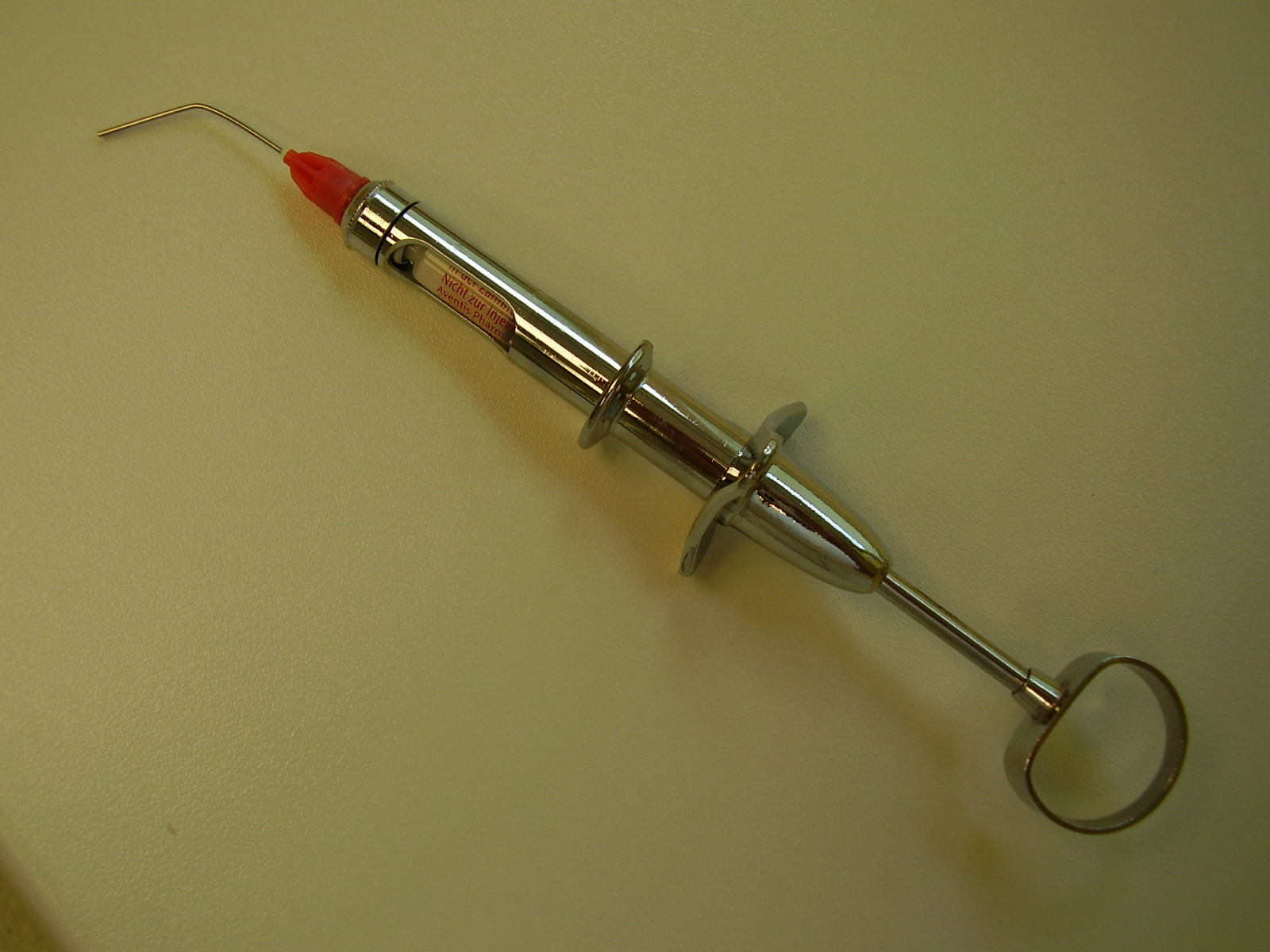
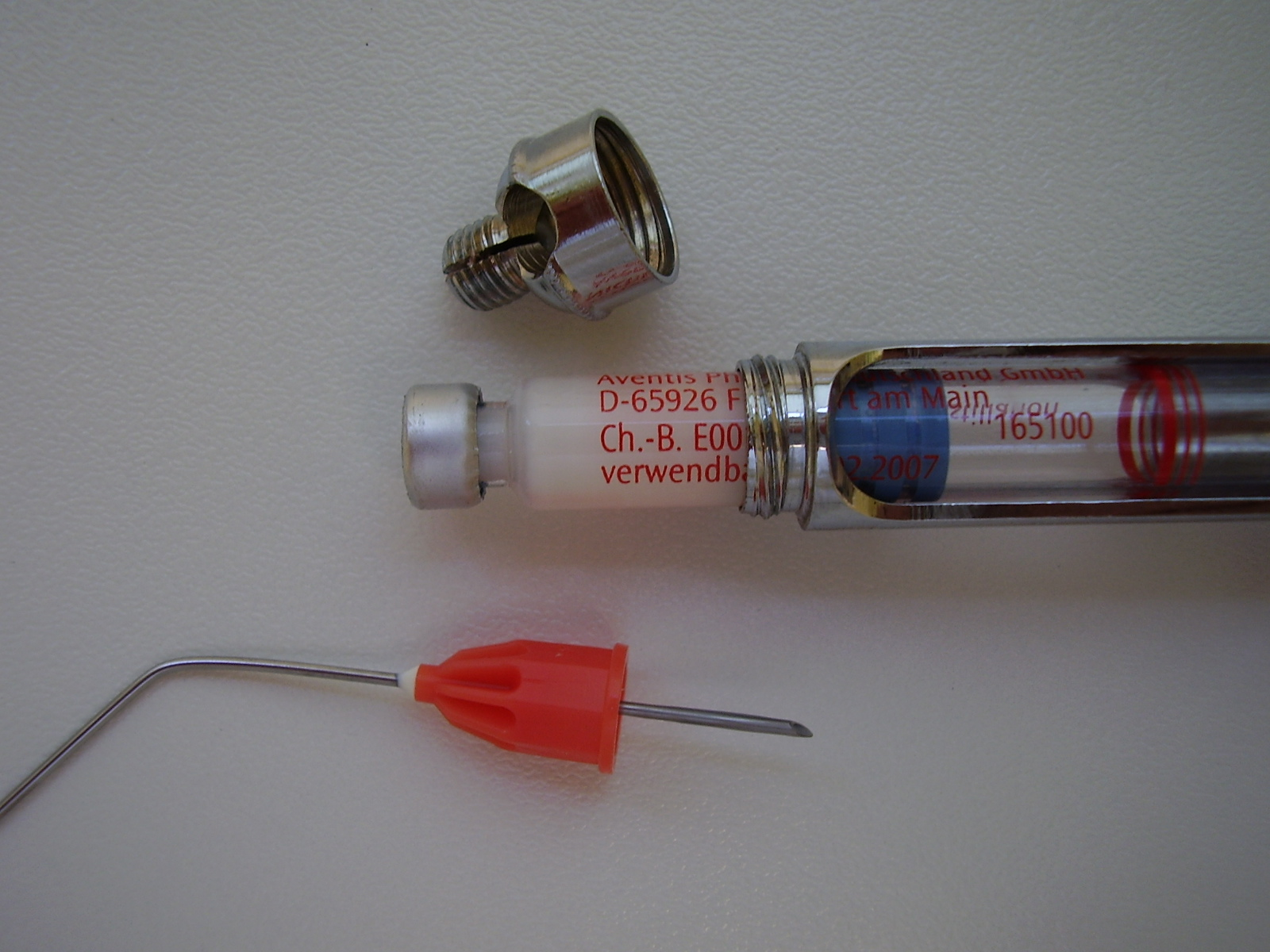
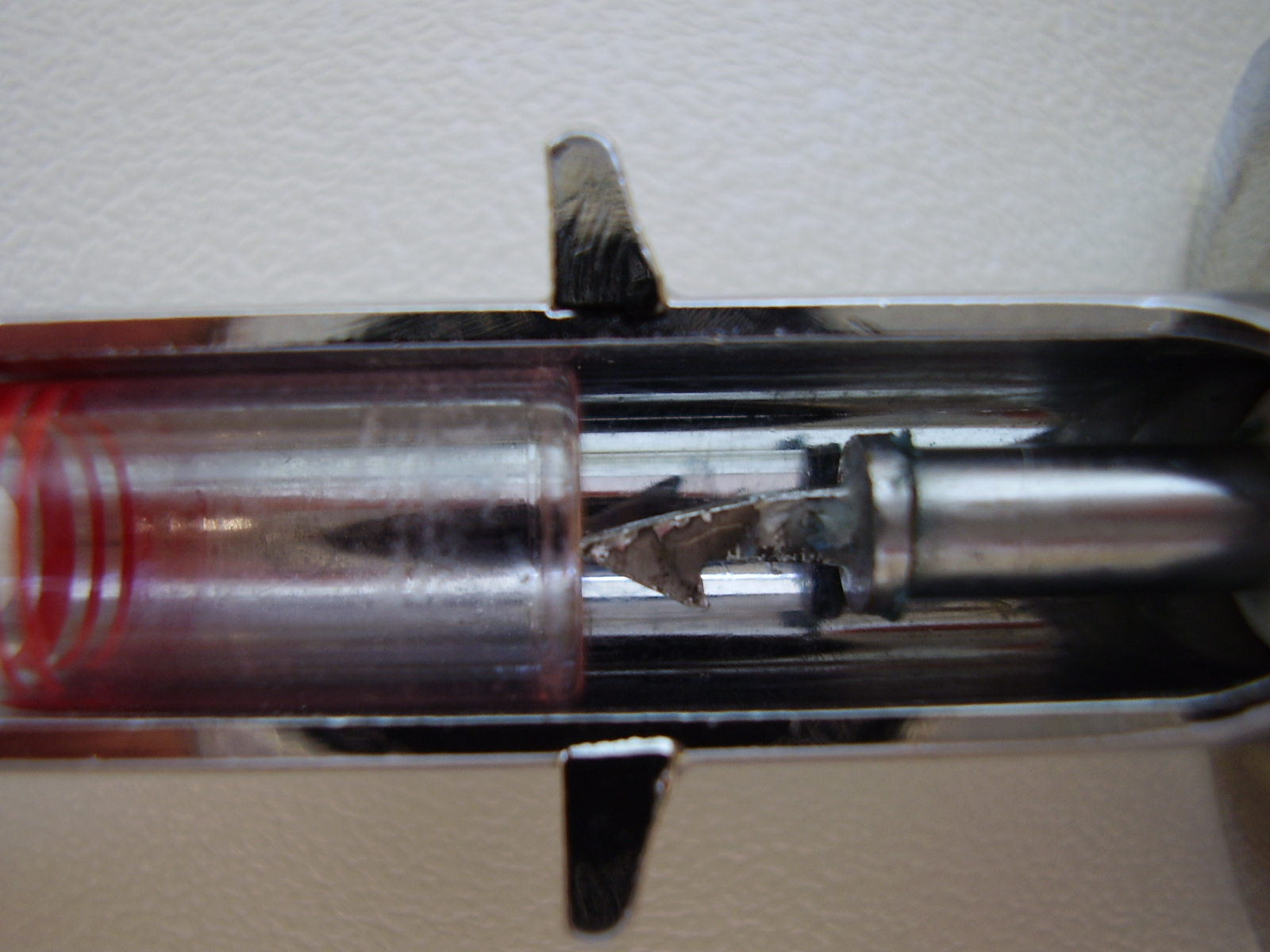

## Laden der Spritze
Je nach Modell wird die Karpule entweder von hinten in die Karpulenspritze eingelegt, nachdem der Stempel zur Seite geklappt wurde, oder die Ampulle wird von der Seite in die Spritze geschoben – dazu wird der Stempel ganz nach hinten gezogen.

## Volumen
Die Zylinderampullen fassen ein Volumen von 1,7 ml. Im Vergleich zu Einwegspritzen sind sie relativ schmal und lang. Das verlangt einen langen Spritzenstempel, der auch diesen langen Hubweg hat. Dadurch sind die Karpulenspritzen insgesamt sehr lang. Die große Länge mit dem langen Hubweg erlaubt andererseits eine genauere Dosierung und ein langsameres Spritzen.

## Aspirationsprobe
Bei der Lokalanästhesie des Unterkiefers ist eine Aspiration obligat – nach dem Einstich bis in die endgültige Position wird leicht angesaugt, um zu kontrollieren, ob die Kanüle nicht in einem Blutgefäß liegt, was unbedingt vermieden werden soll.
Die Aspirationsprobe mit der Karpulenspritze erfordert einen zusätzlichen konstruktiven Aufwand, da der Stempel der Spritze nicht von vornherein fest mit dem Gummistopfen der Zylinderampulle verbunden ist. Bei Einwegspritzen gibt es dieses Problem nicht, weil dort der Zug am Spritzenstempel direkt einen Unterdruck in der Spritze erzeugt.
Konstruktiv ist das Problem bei der Karpulenspritze dadurch gelöst, dass durch Drehung am Spritzenstempel und eine innere Achse im Spritzenstempel drei Häkchen ausfahren (Aspirationshaken), die sich in den Gummistopfen der Zylinderampulle krallen. Der Gummistopfen der Zylinderampulle hat zu diesem Zweck auf der unsterilen Rückseite ein tiefes zylinderförmiges Loch.
Eine andere, etwas einfachere konstruktive Lösung besteht aus einem Widerhaken. Hierbei gibt es keine beweglichen Teile (innere Achse, drei bewegliche Häkchen), sondern an Stelle der drei beweglichen Häkchen ist ein Widerhaken angebracht (Harpunenform oder flache viereckige Platte), der sich in das tiefe zylinderförmige Loch des Gummistopfens krallt.
Durch diese recht provisorische Verbindung zwischen Spritzenstempel und Zylinderampullen-Stopfen kann zwecks Aspirationsprobe ein leichter Unterdruck in der Zylinderampulle aufgebaut werden.
Da der Zahnarzt in der anderen Hand meist den Spiegel zum Abhalten der Wange oder Lippe hält, muss die Aspirationsprobe einhändig durchgeführt werden können. Deshalb sind neuere Modelle der Karpulenspritzen meist mit einem Daumenring versehen.

## Salben

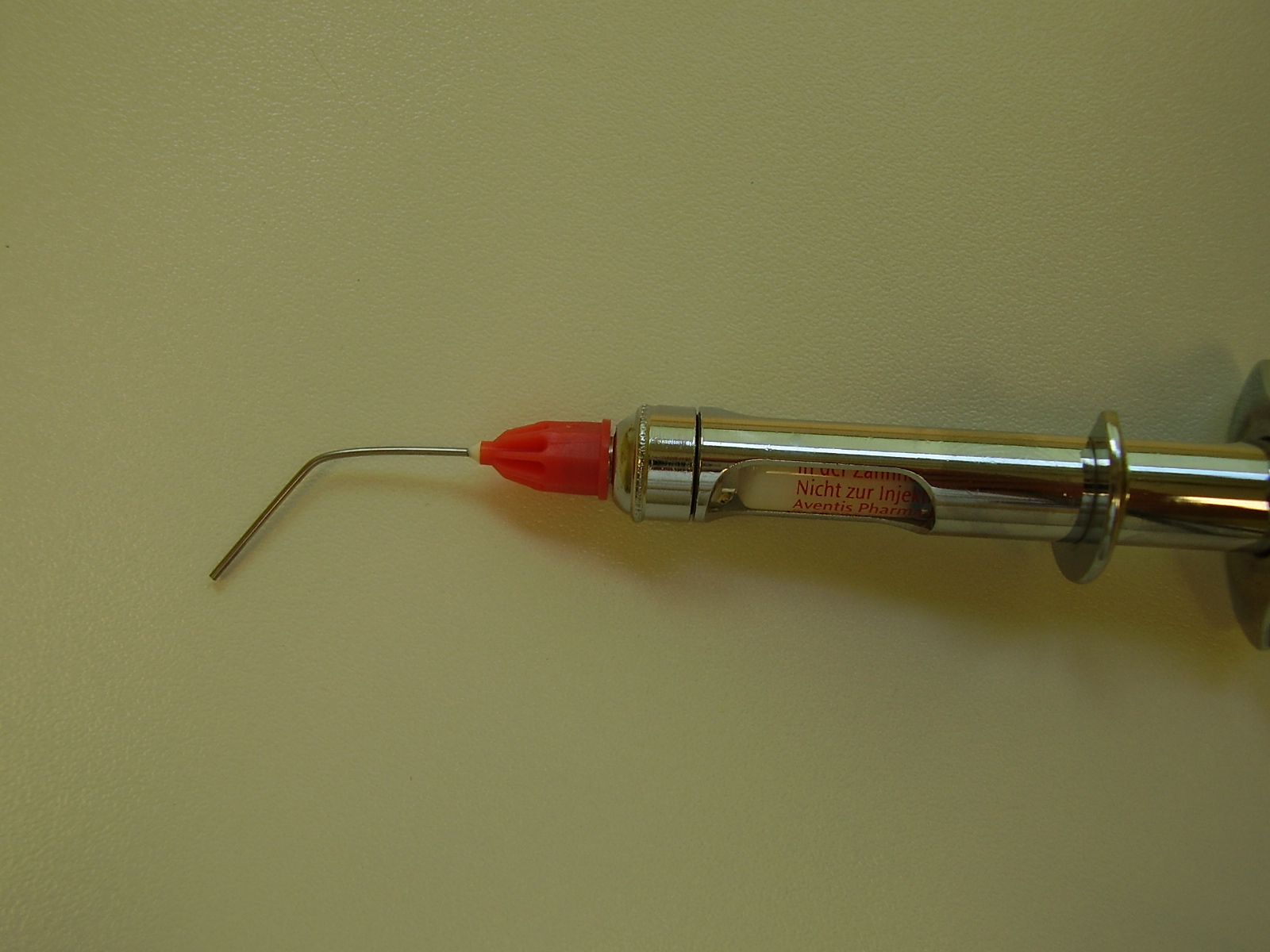
Stumpfe Karpulenkanüle zur Instillation von Salben

Neben der Verabreichung von Betäubungsspritzen werden Karpulenspritzen in der Zahnmedizin auch für die Applikation von Salben im Zahnfleischbereich eingesetzt. Da hierbei nur sehr wenig Salbe benötigt wird, wird die Zylinderampulle für mehrere Patienten verwendet. Lediglich die Karpulenkanüle muss ausgetauscht werden. Die Karpulenkanüle für Salbenapplikationen ist am Arbeitsende stumpf, ohne Schliff, und ähnelt damit eher einem abgeschnittenen Rohr. Lediglich die Durchstichseite der Kanüle (zur Zylinderampulle hin) ist spitz.

## Vorteile
Hauptvorteil ist eine Arbeitserleichterung. Da das Medikament nicht erst aus einer Ampulle aufgezogen werden muss, sondern wesentlich einfacher durch Einschieben der Karpule „geladen“ wird, kommt es zu einer kleinen Zeitersparnis. Der Zahnarzt kann auch einfacher selber eine zweite Karpule nachladen – ohne Hilfe seiner Assistenz, wenn seine Hände bereits durch die Arbeit am Patienten von dessen Speichel oder Blut verunreinigt sind. Das Wegfallen des Aufziehens verringert die Gefahr von Unsterilitäten. Es kommt seltener zu Verwechslungen, da das Medikament immer in der vom Hersteller produzierten Ampulle bleibt und nicht in eine unbeschriftete Einweg-Kunststoffspritze umgefüllt wird.
Vorteilhaft ist der Ring für den Daumen am Ende des Spritzenstempels, der die Aspirationsprobe erleichtert.
Die lange Bauart der Karpulenspritze, bedingt durch die schmalen Zylinderampullen, ermöglicht dem Zahnarzt auch ein übersichtliches Injizieren. Er kann seine spritzende rechte Hand deutlich außerhalb des Munds halten, auch wenn er weit hinten im Mund (z. B. im Bereich des Weisheitszahns) eine Injektion setzt. Bei einer kurzen Spritze müsste er seine Hand halb in den Mund des Patienten stecken, was wiederum die Ausleuchtung und das Sichtfeld behindern würde.

## Nachteile
Gerade im zahnärztlichen Bereich ist bei Patienten die Angst vor der zahnärztlichen Behandlung und auch vor Spritzen mehr oder weniger stark verbreitet. Da Karpulenspritzen relativ groß sind, kann ihr Anblick die Angst beim Patienten sehr verstärken. Eventuell hilft der Hinweis, dass es sich eigentlich nur um einen großen Griff handelt, der die Spritze so groß aussehen lässt, und dass die Kanülenspitze „baugleich“ wie bei einer normalen Spritze ist. Bei sehr ängstlichen Kindern empfiehlt es sich sogar, in Einzelfällen aus psychologischen Gründen auf die Karpulenspritze zu verzichten und das Anästhetikum aus einer normalen Einwegspritze zu verabreichen, die wesentlich kleiner ist. Durch offenen, vertrauensvollen Umgang lassen sich aber die meisten Kinder problemlos mit einer Karpulenspritze betäuben.
Ein weiterer Nachteil sind die etwas höheren Kosten für das Lokalanästhetikum in den Karpulen und die etwas teureren Karpulenkanülen.
Auch die Kosten für die Karpulenspritze (Edelstahl) sind von Nachteil und können mit der Praxishygiene kollidieren. Entweder muss für jeden Patienten eine neue Karpulenspritze vorhanden sein oder die Spritze muss nach jedem Patienten desinfiziert oder sterilisiert werden.
Ein weiterer Nachteil ist die Unhandlichkeit der Karpulenspritze bedingt durch ihre Größe.